# Ecnomus tinco
Ecnomus tinco is een schietmot uit de familie Ecnomidae. De soort komt voor in het Oriëntaals gebied.